# Scythropochroa subfasciata
Scythropochroa subfasciata är en tvåvingeart som beskrevs av Edwards 1933. Scythropochroa subfasciata ingår i släktet Scythropochroa och familjen sorgmyggor. Inga underarter finns listade i Catalogue of Life.